# Famílie
Famílie (v anglickém originále Parenthood) je americký rodinný televizní seriál, který vznikl na motivy Rodičovství z roku 1989. Jedná se již o druhý seriál na motivy tohoto filmu (ten první byl vysílán ve Spojených státech v televizní sezóně 1990–1991). První díl seriálu byl ve Spojených státech odvysílán dne 9. března 2010 televizní stanicí NBC, poslední 29. ledna 2015. V České republice seriál vysílala televizní stanice Prima Love.

## Děj
Seriál vypráví o osudech rodiny Bravermanových.

## Obsazení
| Craig T. Nelson    | Zeek Braverman, otec         |
| Bonnie Bedelia     | Camille Bravermanová, matka  |
| Peter Krause       | Adam Braverman               |
| Monica Potter      | Kristina Bravermanová        |
| Sarah Ramos        | Haddie Bravermanová          |
| Max Burkholder     | Max Braverman                |
| Lauren Graham      | Sarah Bravermanová           |
| Mae Whitman        | Amber Holtová                |
| Miles Heizer       | Drew Holt                    |
| Dax Shepard        | Crosby Braverman             |
| Joy Bryantová      | Jasmine Trussellová          |
| Tyree Brown        | Jabbar Trussell-Braverman    |
| Erika Christensen  | Julia Bravermanová-Grahamová |
| Sam Jaeger         | Joel Graham                  |
| Savannah Paige Rae | Sydney Grahamová             |